# Frank Dilio
Temple de la renommée : 1964
Frank Dilio (né le 12 avril 1912 à Montréal, Québec au Canada - mort le 26 janvier 1997) est un ancien président d'associations mineurs canadien de hockey sur glace.

## Carrière
Il fut durant de nombreuses années impliqué dans le sport amateur au Québec. Il occupa le poste de président de la Junior Amateur Hockey Association de 1939 à 1943. Il joignit alors Association du hockey mineur du Québec pour y occuper également le poste de président jusqu'en 1962.
Il fut également statisticien de la Ligue de hockey senior du Québec ainsi que président et trésorier de la Atwater Baseball League. Grâce à son implication durant de nombreuses années dans le hockey, il fut élu au Temple de la renommée du hockey en 1964 à titre de bâtisseur.
La Ligue de hockey junior majeur du Québec l'honora en nommant l'une de ses conférences en son nom.